# Spirit de Pittsburgh
Maillots
Le Spirit de Pittsburgh (en anglais : Pittsburgh Spirit) était une équipe de football en salle basée à Pittsburgh en Pennsylvanie dont l'existence commence en 1978. L'équipe fait alors partie des équipes fondant la Major Indoor Soccer League (MISL) et jouait ses matchs dans l'aréna de la ville, la Civic Arena.

## Histoire
Le club est fondé le 30 septembre 1978 sous l'impulsion de Frank B. Fuhrer, Inc. L'équipe va suspendre ses activités à l'issue de la saison 1979-80. L'équipe revient dans la compétition de la MISL sous l'impulsion du propriétaire des Penguins de Pittsburgh de la Ligue nationale de hockey, Edward J. DeBartolo, pour la saison 1981-82. Elle va participer au championnat jusqu'en 1986.
L'équipe connaît sa meilleure saison en 1983-84 avec 32 victoires pour 16 défaites. Une moyenne de 8 000 spectateurs assistent au match, contre 6 000 pour les matchs de hockey sur glace des Penguins.

## Anciens joueurs et entraîneurs
- Stan Terlecki - meilleur pointeur de l'équipe pendant trois saisons et second meilleur pointeur de la ligue en 1981-82. Également meilleur joueur de la saison à égalité avec Steve Zungul des New York Arrows et sélectionné dans l'équipe type de la saison[4]
- Kevin Maher - meilleure recrue de la saison 1984
- Clive Charles (1982)
- Paul Child (1981-86)
- Tommy Jenkins (1976-79)
- Alfie Conn, Jr. (1979-80)
- Graham Fyfe (1979-80)[5]
- Pat McCluskey (1982-83)[6]
- Len Bilous - meilleur entraîneur en 1979-80[7]
- David Brcic - sélectionné dans l'équipe type en 1985-86 en tant que gardien[8]

## Statistiques

### Fiche par saisons
Note : PJ : parties jouées, V : victoires, D : défaites, BP : buts pour, BC : buts contre, %V : pourcentage de victoire.
| Saison  | PJ | V  | D  | BP  | BC  | %V      | Classement                      | Séries éliminatoires                                        |
| ------- | -- | -- | -- | --- | --- | ------- | ------------------------------- | ----------------------------------------------------------- |
| 1978-79 | 24 | 6  | 18 | 123 | 171 | 25 %    | Cinquième place                 | Non qualifiés                                               |
| 1979-80 | 32 | 18 | 14 | 188 | 191 | 56,30 % | Second division atlantique      | 1-0 Buffalo Stallions (5-3) 0-2 New York Arrows (3-5, 3-11) |
| 1981-82 | 44 | 31 | 13 | 254 | 208 | 70,50 % | Second division est             | 1-2 Baltimore Blast (3-1, 5-6 P, 2-6)                       |
| 1982-83 | 48 | 24 | 24 | 250 | 247 | 50 %    | Quatrième division est          | Non qualifiés                                               |
| 1983-84 | 48 | 32 | 16 | 245 | 204 | 66,70 % | Second division est             | 1-3 Cleveland Force (4-6, 4-1, 5-6 P, 3-5)                  |
| 1984-85 | 48 | 19 | 29 | 217 | 256 | 39,60 % | Sixième division est            | Non qualifiés                                               |
| 1985-86 | 48 | 23 | 25 | 221 | 237 | 47,90 % | Sixième division est (derniers) | Non qualifiés                                               |

### Meilleurs pointeurs
| Saison  | Joueur                                                           | PJ                                                               | B                                                                | P                                                                | Pts                                                              | Commentaires                                                     |
| ------- | ---------------------------------------------------------------- | ---------------------------------------------------------------- | ---------------------------------------------------------------- | ---------------------------------------------------------------- | ---------------------------------------------------------------- | ---------------------------------------------------------------- |
| 1978-79 | Sid Nolan                                                        | 23                                                               | 21                                                               | 13                                                               | 42                                                               | Onzième au classement                                            |
| 1979-80 | Graham Pyle                                                      | 31                                                               | 37                                                               | 28                                                               | 65                                                               | Septième au classement                                           |
| 1981-82 | Stan Terlecki                                                    | 43                                                               | 74                                                               | 43                                                               | 117                                                              | Second au classement                                             |
| 1982-83 | Stan Terlecki                                                    | 45                                                               | 65                                                               | 40                                                               | 105                                                              | Quatrième au classement                                          |
| 1983-84 | Zeee Kapka                                                       | 45                                                               | 30                                                               | 36                                                               | 66                                                               | Douzième au classement                                           |
| 1984-85 | Stan Terlecki                                                    | 39                                                               | 39                                                               | 32                                                               | 71                                                               | Douzième au classement                                           |
| 1985-86 | Pas de Spirit dans les dix-huit meilleurs pointeurs de la saison | Pas de Spirit dans les dix-huit meilleurs pointeurs de la saison | Pas de Spirit dans les dix-huit meilleurs pointeurs de la saison | Pas de Spirit dans les dix-huit meilleurs pointeurs de la saison | Pas de Spirit dans les dix-huit meilleurs pointeurs de la saison | Pas de Spirit dans les dix-huit meilleurs pointeurs de la saison |